# Чжоу Баочжун
Чжоу Баочжун (кит. упр. 周保中, пиньинь Zhōu Bǎozhōng, 1902—1964) — командующий Северо-Восточной антияпонской объединённой армии, принимавшей участие в антияпонском движении в Маньчжоу-Го. По национальности — бай.

## Биография
Родился в 1902 году в уезде Тайхэ Далиской управы провинции Юньнань.
В 1942—1945 гг. — на службе в РККА, командир китайско-корейско-советской 88-й отдельной стрелковой бригады.
В 1930-е и 1940-е гг. — близкий соратник Ким Ир Сена. Участник Китайской гражданской войны, в 1949 он был назначен председателем народного правительства провинции Юньнань.
Умер в феврале 1964 в Пекине.